# منتخب فرنسا لهوكي الحقل للسيدات
منتخب فرنسا لهوكي الحقل للسيدات (بالفرنسية: Équipe de France féminine de hockey sur gazon)‏ هو ممثل فرنسا الرسمي في المنافسات الدولية في هوكي الحقل للسيدات
.